# Јасенов (Собранце)
Јасенов (слч. Jasenov) насељено је мјесто са административним статусом сеоске општине (слч. obec) у округу Собранце, у Кошичком крају, Словачка Република.

## Становништво
| Година:    | 1994. | 2004.   | 2014.   | 2024.    |
| ---------- | ----- | ------- | ------- | -------- |
| Број људи: | 293   | 319     | 308     | 270      |
| Разлика:   |       | +8,87 % | -3,44 % | -12,33 % |

| Година:    | 2023. | 2024.   |
| ---------- | ----- | ------- |
| Број људи: | 275   | 270     |
| Разлика:   |       | -1,81 % |

Према подацима о броју становника из 2024. године насеље је имало 270 становника.